# Acrassicauda
Acrassicauda (араб. اكراسيكاودا, Акрасіка́уда) — іракський треш-металевий гурт, створений 2001 року в Багдаді. Колектив часто називають першим метал-гуртом, що виник в Іраку.
Іракський період творчості колективу припав на останні роки режиму Саддама Хусейна. 2005 року через війну в Іраку музиканти емігрували спершу до Сирії, а через рік — до Туреччини (у Стамбул). 2009 року гурт переїхав до США.
2007 року вийшов документальний фільм Heavy Metal in Baghdad, головною темою якого стала історія багдадського гурту.
Назва гурту первинно мала вигляд A. Crassicauda, вона походить від Androctonus crassicauda — виду скорпіона, що живе у пустелі Іраку і є дуже небезпечним. Вибір назви Валід Мудафар пояснив так:
Лише частина тіла Іраку є поганою. Решта є хорошою — як і в скорпіона.

## Учасники
Серед учасників гурту троє арабів і один ассирієць (Тоні Азіз Яку).
Теперішні
- Файсал Талал Мустафа — вокал (з 2003), ритм-гітара (2001–2011)
- Тоні Азіз Яку — гітара (з 2001)
- Фірас аль-Латіф — бас-гітара (з 2001)
- Марван Хуссейн Ріяд — ударні (з 2001)
- Джеймс аль-Ансарі — ритм-гітара (з 2011)

Колишні
- Валід Мудафар — вокал (2001–2003)

## Дискографія
Студійні альбоми
- Gilgamesh (2015)

Міні-альбоми
- Only the Dead See the End of the War (2010)

Синґли
- Flowers in the Desert (2009)
- Garden of Stones Promo Single (2009)

Демо
- Black Scorpion Demo (2004)
- Damascus Demo (2006)
- KEXP Demo (2011)